# Josh Wilson
Joshua Wilson, detto Josh (Houston, 11 marzo 1985), è un giocatore di football americano statunitense che gioca nel ruolo di cornerback per i Detroit Lions della National Football League. Fu scelto nel corso del secondo giro (55º assoluto) del Draft NFL 2007 dai Seattle Seahawks. Al college giocò a football all'Università del Maryland.

## Carriera professionistica

### Seattle Seahawks
Wilson fu scelto nel corso del secondo giro del Draft 2007 dai Seahawks. Nella sua stagione da rookie mise a segno 76 tackle, 4 intercetti (uno dei quali ritornato in touchdown) e 1 sack. Rimase a Seattle fino alla stagione 2009.

### Baltimore Ravens
Il 31 agosto 2010, Wilson fu scambiato coi Baltimore Ravens. Nella gara del 13 dicembre 2010 contro gli Houston Texans ritornò un intercetto in touchdown ai supplementari, facendo vincere la sua squadra 34-28. Quello fu uno dei suoi tre intercetti nell'unica stagione disputata coi Ravens.

### Washington Redskins
Passato ai Redskins nell'estate 2011, Wilson fu subito nominato cornerback destro titolare, terminando la sua prima stagione nella capitale con due intercetti. Continuò a rimanere titolare anche nel 2012, facendo registrare altri due intercetti, coi Redskins che vinsero per la prima volta dal 1999 la propria division.

### Atlanta Falcons
L'8 aprile 2014, Wilson firmò un contratto annuale con gli Atlanta Falcons.

### Detroit Lions
Nel 2015, Wilson firmò coi Detroit Lions.

## Statistiche
| Tackle totali  | 398 |
| Sack           | 5,0 |
| Intercetti     | 14  |
| Fumble forzati | 9   |

Statistiche aggiornate alla stagione 2013